# Бондаренко Володимир Володимирович
Бондаренко Володимир Володимирович (нар. 26 січня 1985, Київ) — державний службовець, секретар Київради IX скликання, колишній радник та заступник Київського міського голови.

## Життєпис
Народився 26 січня 1985 року в Києві.
У 2002 році закінчив середню загальноосвітню школу. Отримав диплом у КНУ ім. Т. Г. Шевченко за спеціальністю «правознавство».
У 2019 році здобув освіту філолога Київського університету імені Бориса Грінченка.

## Кар'єра
У 2003 році працював в ЗОШ № 61 Шевченківського району Києва.
З 2007 по 2012 року — помічник-консультант депутата Київської міської ради Віталія Кличка.
З лютого 2013 по червень 2014 року — помічник-консультант народного депутата Віталія Кличка.
З 5 червня 2014 року — керуючий справами Київської міської ради.
З 12 серпня 2014 по 22 серпня 2017 року — керівник апарату Київської міської державної адміністрації (КМДА), де займався розвитком місцевого самоврядування і міжрегіональних зв'язків, кадровою політикою, запобіганням корупції та ін.
З 27 грудня 2018 року — радник Київського міського голови Віталія Кличка на громадських засадах з питань внутрішньої політики, забезпечення законності, правопорядку, охорони прав, свобод і законних інтересів громадян, надання безоплатної первинної правової допомоги, соціального забезпечення та соціального захисту учасників антитерористичної операції та членів Сімей Героїв Небесної Сотні, взаємодії з депутатським корпусом Київської міської ради.
З 12 березня 2019 року — співголова комісії при КМДА з перевірки інформації по об'єктах будівництва.
На місцевих виборах 25 жовтня 2020 року, Володимир Бондаренко був обраний до Київради від партії «УДАР». До міськради пройшов по загальноміському списку партії (№ 8 цього списку).
3 грудня 2020 року Київрада 114 голосами підтримала кандидатуру Володимира Бондаренка на посаду заступника міського голови — секретаря міськради IX скликання.
Державний службовець сьомого рангу. У квітні 2025 року звільнився з посади секретаря Київської міськради.

## Критика
У травні 2017 року журналісти «Схем» опублікували розслідування, у якому йшлося про те, що Бондаренко має підробний диплом бакалавра Львівського університету ім. Франка і на підставі цього отримав ступінь спеціаліста в КНУ ім. Шевченка. Після запитань журналістів про освіту, Бондаренко припинив спілкування.
Офіційне розслідування підтвердило дані розслідування, під час слухання кримінальної справи у Шевченківському суді Києва Бондаренко визнав підробку диплома. 28 грудня 2017 року Шевченківський суд закрив кримінальне провадження та звільнив Бондаренка від відповідальності у зв'язку з закінченням строків давності.

### декларація
- Бондаренко В. В. [Архівовано 19 квітня 2021 у Wayback Machine.]// Е-декларація, 9.12.2020